# بيغ بير لاكي (كاليفورنيا)
بيغ بير لاكي (بالإنجليزية: Big Bear Lake)‏ هي إحدى مدن مقاطعة سان بيرناردينو، كاليفورنيا. تم إعطاءها لقب مدينة في 28 نوفمبر، 1980.

## التركيبة السكانية
حدّد مكتب تعداد الولايات المتحدة بيانات التركيبة السكانية لبيغ بير لاكي في تعداد الولايات المتحدة. في ما يلي، التركيبة السكانية حسب تعدادي 2000 و2010.

### تعداد عام 2000
بلغ عدد سكان بيغ بير لاكي 5,438 نسمة بحسب تعداد عام 2000، وبلغ عدد الأسر 2,343 أسرة وعدد العائلات 1,495 عائلة مقيمة في المدينة. في حين سجلت الكثافة السكانية 326.8 نسمة لكل كيلومتر مربع (846.4/ميل2). وبلغ عدد الوحدات السكنية 8,705 وحدة بمتوسط كثافة قدره 523.1 لكل كيلومتر مربع (1,354.8/ميل2).
وتوزع التركيب العرقي للمدينة بنسبة 91.17% من البيض و0.68% من الأمريكيين الأفارقة و0.97% من الأمريكيين الأصليين و0.75% من الأمريكيين ذوي الأصول الآسيوية و0.04% من سكان جزر المحيط الهادئ و3.57% من الأعراق الأخرى و2.81% من عرقين مختلطين أو أكثر و13.70% من الهسبانيون أو اللاتينيون من أي عرق.
بلغ عدد الأسر 2,343 أسرة كانت نسبة 27.8% منها لديها أطفال تحت سن الثامنة عشر تعيش معهم، وبلغت نسبة الأزواج القاطنين مع بعضهم البعض 51.3% من أصل المجموع الكلي للأسر، ونسبة 8.5% من الأسر كان لديها معيلات من الإناث دون وجود شريك، بينما كانت نسبة 4.1% من الأسر لديها معيلون من الذكور دون وجود شريكة وكانت نسبة 36.2% من غير العائلات. تألفت نسبة 29.4% من أصل جميع الأسر من عدة أفراد يعيشون في نفس المنزل ونسبة 10.8% كانت تتألف من شخص يعيش بمفرده يبلغ من العمر 65 عاماً أو أكثر. وبلغ متوسط حجم الأسرة المعيشية 2.31، أما متوسط حجم العائلات فبلغ 2.83.
بلغ العمر الوسطي للسكان 42.9 عاماً. وكانت نسبة 22.5% من القاطنين تحت سن الثامنة عشر، وكانت نسبة 6.4% بين الثامنة عشر والرابعة والعشرين عاماً، ونسبة 24.5% كانت واقعةً في الفئة العمرية ما بين الخامسة والعشرين والرابعة والأربعين عاماً، ونسبة 29.1% كانت ما بين الخامسة والأربعين والرابعة والستين، ونسبة 17.1% كانت ضمن فئة الخامسة والستين عاماً فما فوق. يوجد لكل 100 أنثى 107.7 ذكر، ويوجد لكل 100 أنثى في الثامنة عشر من عمرها فما فوق 103.8 ذكر.
بلغ متوسط دخل الأسرة في المدينة 34,447 دولارًا، أما متوسط دخل العائلة فبلغ 41,848 دولارًا. وكان متوسط دخل الذكور 36,316 دولارًا مقابل 21,404 دولارًا للإناث. وسجل دخل الفرد الخاص بالمدينة 21,517 دولارًا. وكانت نسبة 11.1% من العائلات ونسبة 13.5% من السكان تحت خط الفقر، وكان من هؤلاء نسبة 18.2% تحت سن الثامنة عشر ونسبة 5.7% في الخامسة والستين من العمر وما فوق.

### تعداد عام 2010
بلغ عدد سكان بيغ بير لاكي 5,019 نسمة بحسب تعداد عام 2010، وبلغ عدد الأسر 2,187 أسرة وعدد العائلات 1,321 عائلة مقيمة في المدينة. في حين سجلت الكثافة السكانية 301.6 نسمة لكل كيلومتر مربع (781.1/ميل2). وبلغ عدد الوحدات السكنية 9,705 وحدة بمتوسط كثافة قدره 583.2 لكل كيلومتر مربع (1,510.5/ميل2).
وتوزع التركيب العرقي للمدينة بنسبة 83.76% من البيض و0.44% من الأمريكيين الأفارقة و0.96% من الأمريكيين الأصليين و1.55% من الأمريكيين ذوي الأصول الآسيوية و0.20% من سكان جزر المحيط الهادئ و9.78% من الأعراق الأخرى و3.31% من عرقين مختلطين أو أكثر و21.44% من الهسبانيون أو اللاتينيون من أي عرق.
بلغ عدد الأسر 2,187 أسرة كانت نسبة 25.7% منها لديها أطفال تحت سن الثامنة عشر تعيش معهم، وبلغت نسبة الأزواج القاطنين مع بعضهم البعض 46% من أصل المجموع الكلي للأسر، ونسبة 8.9% من الأسر كان لديها معيلات من الإناث دون وجود شريك، بينما كانت نسبة 5.4% من الأسر لديها معيلون من الذكور دون وجود شريكة وكانت نسبة 39.6% من غير العائلات. تألفت نسبة 30.9% من أصل جميع الأسر من عدة أفراد يعيشون في نفس المنزل ونسبة 13.6% كانت تتألف من شخص يعيش بمفرده يبلغ من العمر 65 عاماً أو أكثر. وبلغ متوسط حجم الأسرة المعيشية 2.28، أما متوسط حجم العائلات فبلغ 2.83.
بلغ العمر الوسطي للسكان 46.1 عاماً. وكانت نسبة 19.8% من القاطنين تحت سن الثامنة عشر، وكانت نسبة 8.3% بين الثامنة عشر والرابعة والعشرين عاماً، ونسبة 20.3% كانت واقعةً في الفئة العمرية ما بين الخامسة والعشرين والرابعة والأربعين عاماً، ونسبة 31.1% كانت ما بين الخامسة والأربعين والرابعة والستين، ونسبة 20.4% كانت ضمن فئة الخامسة والستين عاماً فما فوق. وتوزع التركيب الجنسي للسكان بنسبة 51.1% ذكور و48.9% إناث.

## المناخ
يظهر الجدول التالي التغييرات المناخية على مدار السنة لبيغ بير لاكي:
| البيانات المناخية لـبيغ بير لاكي    | البيانات المناخية لـبيغ بير لاكي | البيانات المناخية لـبيغ بير لاكي | البيانات المناخية لـبيغ بير لاكي | البيانات المناخية لـبيغ بير لاكي | البيانات المناخية لـبيغ بير لاكي | البيانات المناخية لـبيغ بير لاكي | البيانات المناخية لـبيغ بير لاكي | البيانات المناخية لـبيغ بير لاكي | البيانات المناخية لـبيغ بير لاكي | البيانات المناخية لـبيغ بير لاكي | البيانات المناخية لـبيغ بير لاكي | البيانات المناخية لـبيغ بير لاكي | البيانات المناخية لـبيغ بير لاكي |
| الشهر                               | يناير                            | فبراير                           | مارس                             | أبريل                            | مايو                             | يونيو                            | يوليو                            | أغسطس                            | سبتمبر                           | أكتوبر                           | نوفمبر                           | ديسمبر                           | المعدل السنوي                    |
| ----------------------------------- | -------------------------------- | -------------------------------- | -------------------------------- | -------------------------------- | -------------------------------- | -------------------------------- | -------------------------------- | -------------------------------- | -------------------------------- | -------------------------------- | -------------------------------- | -------------------------------- | -------------------------------- |
| الدرجة القصوى °ف (°م)               | 71 (22)                          | 72 (22)                          | 80 (27)                          | 82 (28)                          | 87 (31)                          | 98 (37)                          | 94 (34)                          | 92 (33)                          | 87 (31)                          | 85 (29)                          | 74 (23)                          | 70 (21)                          | 98 (37)                          |
| متوسط درجة الحرارة الكبرى °ف (°م)   | 47.0 (8.3)                       | 47.1 (8.4)                       | 52.1 (11.2)                      | 58.7 (14.8)                      | 68.1 (20.1)                      | 76.2 (24.6)                      | 81.2 (27.3)                      | 79.8 (26.6)                      | 74.1 (23.4)                      | 64.0 (17.8)                      | 54.4 (12.4)                      | 47.6 (8.7)                       | 62.5 (17.0)                      |
| المتوسط اليومي °ف (°م)              | 34.1 (1.2)                       | 34.6 (1.4)                       | 38.6 (3.7)                       | 43.9 (6.6)                       | 51.9 (11.1)                      | 59.0 (15.0)                      | 64.7 (18.2)                      | 63.6 (17.6)                      | 57.9 (14.4)                      | 48.5 (9.2)                       | 40.3 (4.6)                       | 34.5 (1.4)                       | 47.6 (8.7)                       |
| متوسط درجة الحرارة الصغرى °ف (°م)   | 21.2 (−6.0)                      | 22.1 (−5.5)                      | 25.0 (−3.9)                      | 29.1 (−1.6)                      | 35.7 (2.1)                       | 41.8 (5.4)                       | 48.2 (9.0)                       | 47.4 (8.6)                       | 41.6 (5.3)                       | 33.0 (0.6)                       | 26.2 (−3.2)                      | 21.3 (−5.9)                      | 32.7 (0.4)                       |
| أدنى درجة حرارة °ف (°م)             | −9 (−23)                         | −10 (−23)                        | −8 (−22)                         | 3 (−16)                          | 18 (−8)                          | 22 (−6)                          | 28 (−2)                          | 29 (−2)                          | 19 (−7)                          | 10 (−12)                         | −15 (−26)                        | −14 (−26)                        | −15 (−26)                        |
| الهطول إنش (مم)                     | 4.45 (113)                       | 3.91 (99)                        | 2.66 (68)                        | .95 (24)                         | .35 (8.9)                        | .15 (3.8)                        | .67 (17)                         | 1.04 (26)                        | .42 (11)                         | .94 (24)                         | 1.50 (38)                        | 3.01 (76)                        | 20.05 (508.7)                    |
| متوسط تساقط الثلوج إنش (سم)         | 16.5 (42)                        | 18.1 (46)                        | 14.7 (37)                        | 4.1 (10)                         | .5 (1.3)                         | 0 (0)                            | 0 (0)                            | 0 (0)                            | .1 (0.25)                        | 1.2 (3.0)                        | 4.7 (12)                         | 12.3 (31)                        | 72.3 (184)                       |
| متوسط أيام هطول الأمطار (≥ 0.01 in) | 6.3                              | 6.3                              | 5.7                              | 3.7                              | 1.8                              | .8                               | 2.6                              | 3.2                              | 2.2                              | 2.7                              | 3.1                              | 5.1                              | 43.5                             |
| متوسط الأيام المثلجة (≥ 0.1 in)     | 3.8                              | 3.8                              | 3.4                              | 1.5                              | .3                               | .1                               | 0                                | 0                                | 0                                | .4                               | 1.4                              | 3.3                              | 18.0                             |
| المصدر: NOAA                        |                                  |                                  |                                  |                                  |                                  |                                  |                                  |                                  |                                  |                                  |                                  |                                  |                                  |